# Katharina Meier (Handballspielerin)
Katharina Meier (* 9. Juli 1998 in Bremen, Deutschland) ist eine ehemalige deutsche Handballspielerin.

## Karriere
Katharina Meier begann das Handballspielen beim Hastedter TSV. Nachdem die Linkshänderin anschließend beim ATSV Habenhausen gespielt hatte, wechselte sie im Jahre 2014 zum Buxtehuder SV. Beim Buxtehuder SV lief sie anfangs im Jugendbereich auf. Mit der A-Jugend vom BSV gewann sie 2016 und 2017 die deutsche Meisterschaft. In der Saison 2017/18 gehört Meier dem Kader der Bundesligamannschaft vom BSV an. Beim Saisonauftakt gab sie ihr Debüt gegen den HC Rödertal. Am zweiten Spieltag erzielte Meier gegen die HSG Bad Wildungen ihre ersten Treffer in der deutschen Eliteklasse. Ab dem Sommer 2018 lief sie für den Zweitligisten Werder Bremen auf. Meier legte im Jahre 2019 eine Pause ein.